# Sleigh Ride

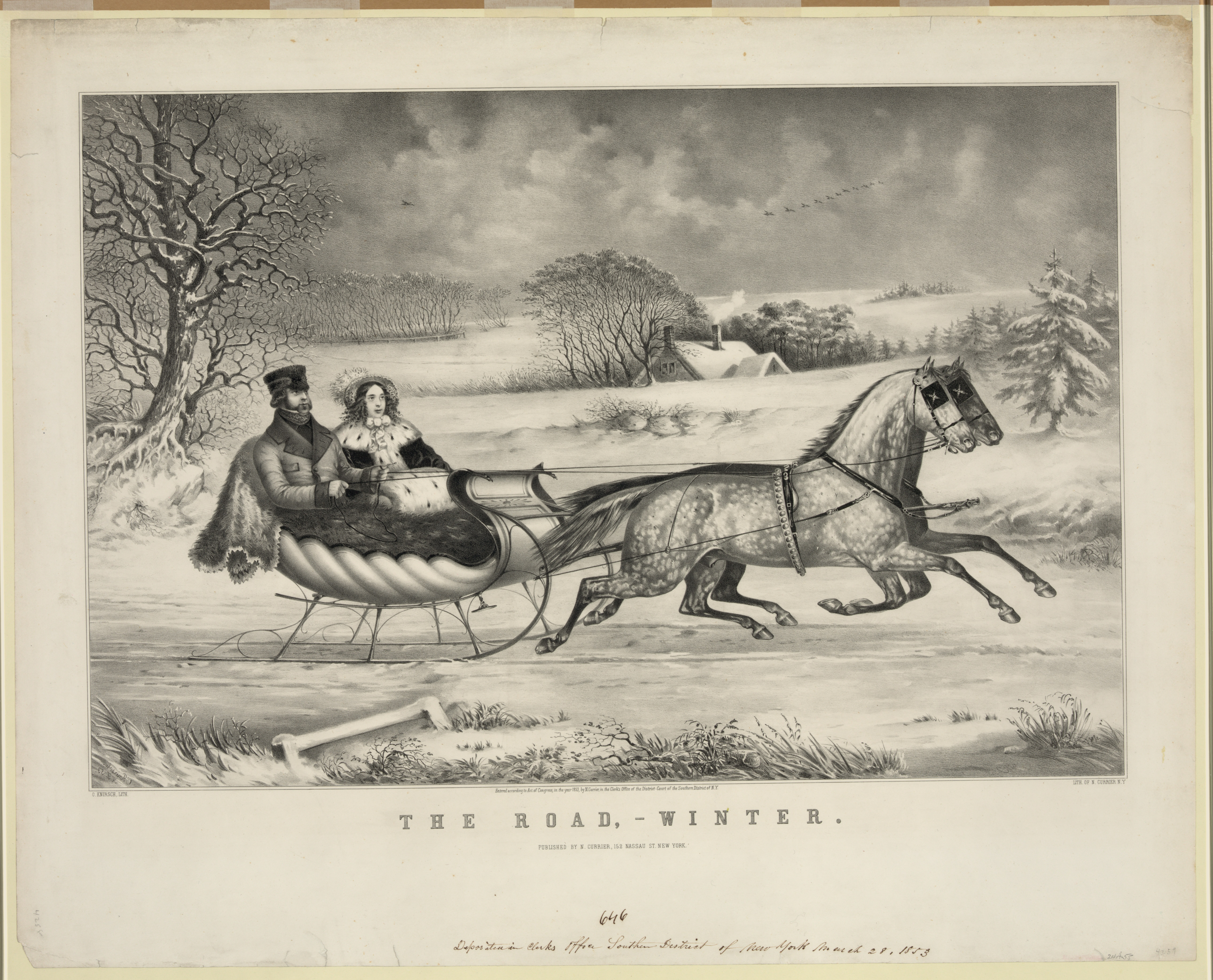
"The Road, – Winter", Lithographie von O. Knirsch im Verlag Currier and Ives, 1853. In dem Liedtext wird eine Schlittenfahrt mit einem "picture print by Currier and Ives" verglichen.

Sleigh Ride (Schlittenfahrt) ist ein beliebtes Orchesterstück der gehobenen Unterhaltungsmusik. Es wurde von Leroy Anderson Ende der 1940er Jahre komponiert. Die Orchesterfassung wurde von Arthur Fiedler und dem Boston Pops Orchestra erstmals am 4. Mai 1948 in der Symphony Hall in Boston aufgeführt und 1949 auf Schallplatte aufgezeichnet. Der Text über eine Person, die gerne an einem Wintertag bei schönem Wetter mit einer anderen Person in einem Schlitten fahren würde, wurde dem Stück 1950 von Mitchell Parish unterlegt.
Beliebt sind auch Bearbeitungen für Piano zu zwei oder vier Händen.

## Chartplatzierungen

### Version von The Ronettes
Die wohl bekannteste Version ist die des US-amerikanischen Gesangstrios The Ronettes aus dem Jahre 1963. Zur Weihnachtszeit 2018/2019 erreichte der Song erstmals die deutschen und Schweizer Charts. Außerdem konnte er sich im selben Jahr auf Platz 26 in den US-amerikanischen Charts platzieren.
| Periode   | Höchstplatzierung, GesamtwochenChartplatzierungen (Periode, Platzierungen, Wochen) | Höchstplatzierung, GesamtwochenChartplatzierungen (Periode, Platzierungen, Wochen) | Höchstplatzierung, GesamtwochenChartplatzierungen (Periode, Platzierungen, Wochen) | Höchstplatzierung, GesamtwochenChartplatzierungen (Periode, Platzierungen, Wochen) | Höchstplatzierung, GesamtwochenChartplatzierungen (Periode, Platzierungen, Wochen) |
| Periode   | DE                                                                                 | AT                                                                                 | CH                                                                                 | UK                                                                                 | US                                                                                 |
| --------- | ---------------------------------------------------------------------------------- | ---------------------------------------------------------------------------------- | ---------------------------------------------------------------------------------- | ---------------------------------------------------------------------------------- | ---------------------------------------------------------------------------------- |
| 2013/14   | —                                                                                  | —                                                                                  | —                                                                                  | UK98 (1 Wo.)UK                                                                     | —                                                                                  |
| 2014/15   | —                                                                                  | —                                                                                  | —                                                                                  | UK89 (1 Wo.)UK                                                                     | —                                                                                  |
|           |                                                                                    |                                                                                    |                                                                                    |                                                                                    |                                                                                    |
|           |                                                                                    |                                                                                    |                                                                                    |                                                                                    |                                                                                    |
| 2016/17   | —                                                                                  | —                                                                                  | —                                                                                  | UK68 (1 Wo.)UK                                                                     | —                                                                                  |
| 2017/18   | —                                                                                  | —                                                                                  | —                                                                                  | UK80 (1 Wo.)UK                                                                     | —                                                                                  |
| 2018/19   | DE75 (1 Wo.)DE                                                                     | —                                                                                  | CH49 (1 Wo.)CH                                                                     | UK58 (2 Wo.)UK                                                                     | US26 (3 Wo.)US                                                                     |
| 2019/20   | DE83 (1 Wo.)DE                                                                     | —                                                                                  | CH35 (1 Wo.)CH                                                                     | UK34 (4 Wo.)UK                                                                     | US21 (4 Wo.)US                                                                     |
| 2020/21   | DE55 (3 Wo.)DE                                                                     | AT41 (4 Wo.)AT                                                                     | CH30 (5 Wo.)CH                                                                     | UK33 (5 Wo.)UK                                                                     | US13 (4 Wo.)US                                                                     |
| 2021/22   | DE58 (3 Wo.)DE                                                                     | AT53 (4 Wo.)AT                                                                     | CH19 (5 Wo.)CH                                                                     | UK23 (5 Wo.)UK                                                                     | US10 (5 Wo.)US                                                                     |
| 2022/23   | DE42 (5 Wo.)DE                                                                     | AT34 (4 Wo.)AT                                                                     | CH20 (5 Wo.)CH                                                                     | UK22 (5 Wo.)UK                                                                     | US13 (6 Wo.)US                                                                     |
| 2023/24   | DE39 (4 Wo.)DE                                                                     | AT27 (4 Wo.)AT                                                                     | CH15 (5 Wo.)CH                                                                     | UK20 (5 Wo.)UK                                                                     | US8 (6 Wo.)US                                                                      |
| 2024/25   | DE53 (2 Wo.)DE                                                                     | AT40 (3 Wo.)AT                                                                     | CH20 (5 Wo.)CH                                                                     | UK15 (6 Wo.)UK                                                                     | US13 (5 Wo.)US                                                                     |
| Insgesamt | DE39 (19 Wo.)DE                                                                    | AT27 (19 Wo.)AT                                                                    | CH15 (27 Wo.)CH                                                                    | UK15 (36 Wo.)UK                                                                    | US8 (33 Wo.)US                                                                     |

### Version von Arthur Fiedler
| Periode   | Höchstplatzierung, GesamtwochenChartsChartplatzierungen (Periode, Platzierungen, Wochen) |
| Periode   | US                                                                                       |
| --------- | ---------------------------------------------------------------------------------------- |
| 1949/50   | US24 (1 Wo.)US                                                                           |
| Insgesamt | US24 (1 Wo.)US                                                                           |

### Version von S Club Juniors
| Periode   | Höchstplatzierung, GesamtwochenChartsChartplatzierungen (Periode, Platzierungen, Wochen) |
| Periode   | UK                                                                                       |
| --------- | ---------------------------------------------------------------------------------------- |
| 2002/03   | UK6 (13 Wo.)UK                                                                           |
| Insgesamt | UK6 (13 Wo.)UK                                                                           |

### Version von Air Supply
| Periode   | Höchstplatzierung, GesamtwochenChartsChartplatzierungen (Periode, Platzierungen, Wochen) |
| Periode   | DE                                                                                       |
| --------- | ---------------------------------------------------------------------------------------- |
| 2022/23   | DE87 (1 Wo.)DE                                                                           |
| 2024/25   | DE81 (1 Wo.)DE                                                                           |
| Insgesamt | DE81 (2 Wo.)DE                                                                           |

### Weitere Versionen
Sehr bekannt ist auch die Version von Debbie Gibson, die 1992 auf der Benefiz-Weihnachtsplatte A Very Special Christmas 2 veröffentlicht wurde. Auch Helene Fischer spielte es 2015 für ihr Album Weihnachten ein.

## Videos
- Sleigh Ride (Boston Pops Orchestra) auf YouTube
- Sleigh Ride (LFHS Glee Club, arrangiert von Michael Edwards) auf YouTube